# Kadganchi, Aland
Kadganchi là một làng thuộc tehsil Aland, huyện Gulbarga, bang Karnataka, Ấn Độ.